# 印旛村立六合中学校
印旛村立六合中学校（いんばそんりつ ろくごうちゅうがっこう）は、千葉県印旛郡印旛村瀬戸にあった公立中学校。

## 概要
1975年（昭和50年）4月1日に宗像中学校と統合し、廃校となる
。
現在の印旛公民館（印西市瀬戸）に隣接した場所に所在し、2008年頃まで体育館は現存していた。

## 沿革
- 1947年（昭和22年）5月10日に、六三制実施に伴って創立。前身は1938年（昭和13年）に青年の農民道場として創立された、六合塾であった。
- 1975年（昭和50年）4月1日 - 六合中学校・宗像中学校と統合し、印旛村立印旛中学校として「鎌苅2055番地」に設置・開校[1]。